# Колчановка
Колчановка — упразднённое село в Немецком национальном районе Алтайского края. Точная дата ликвидации не установлена.

## География
Село располагалось в 7,5 км к северо-востоку от села Дегтярка.

## История
Основано в 1907 году, немцами переселенцами с Поволжья. До 1917 года лютеранское село Ново-Романовской волости Барнаульского уезда Томской губернии. После революции в составе Маленьковского сельсовета.  На 1928 год это посёлок Колчановка Немецкого района Славгородского округа Сибирского края. На 1928 год в нём 40 крестьянских хозяйств, 180 жителей немецкой национальности.

## Население[2]
| год     | 1911 | 1926 |
| ------- | ---- | ---- |
| человек | 193  | 180  |

## Инфраструктура
Было развито сельское хозяйство. В 1931 г. организован колхоз «За Труд». Затем отделение колхоза «Москва».